# Mini-portatile

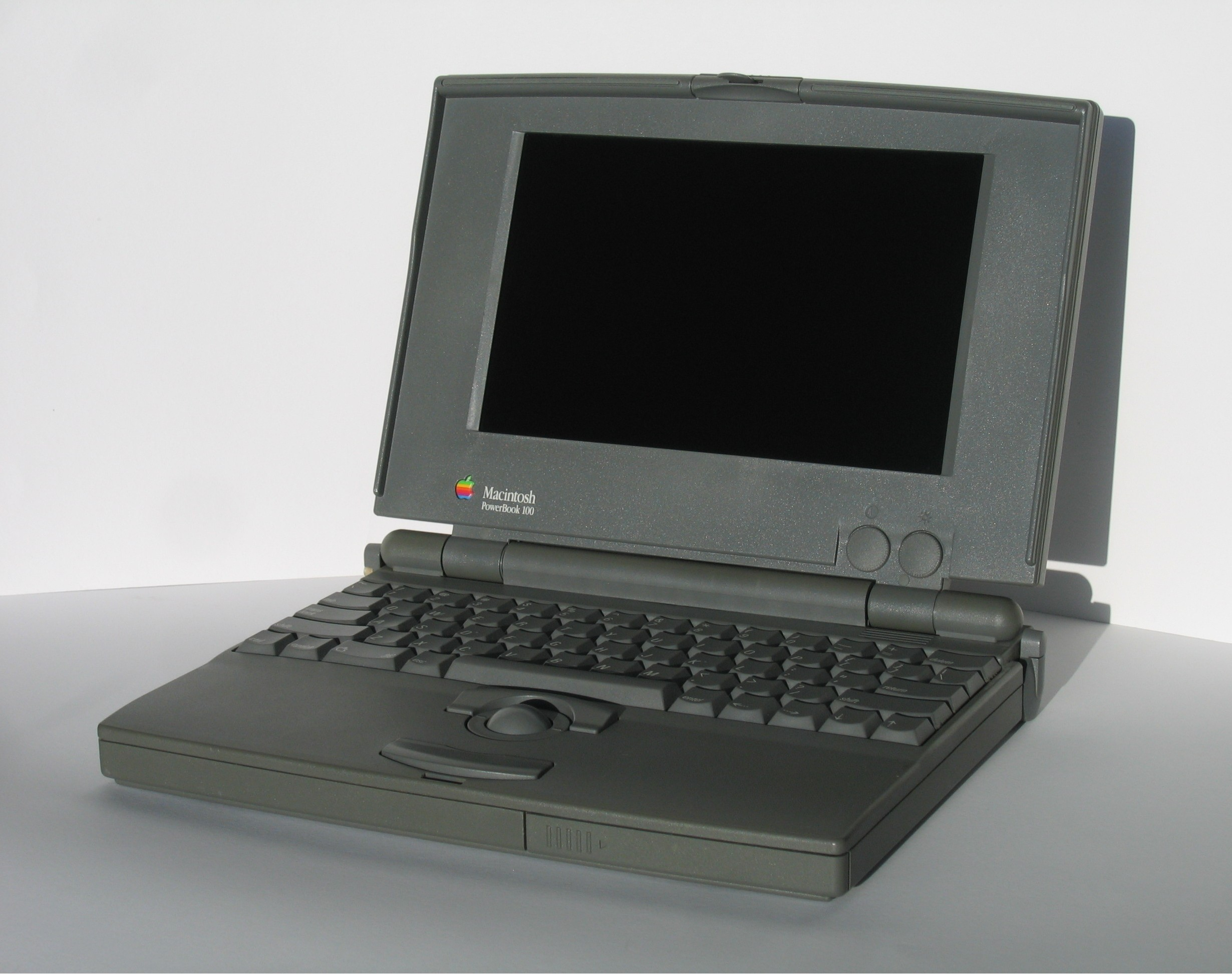
L'Apple PowerBook 100: il primo subnotebook (1991)

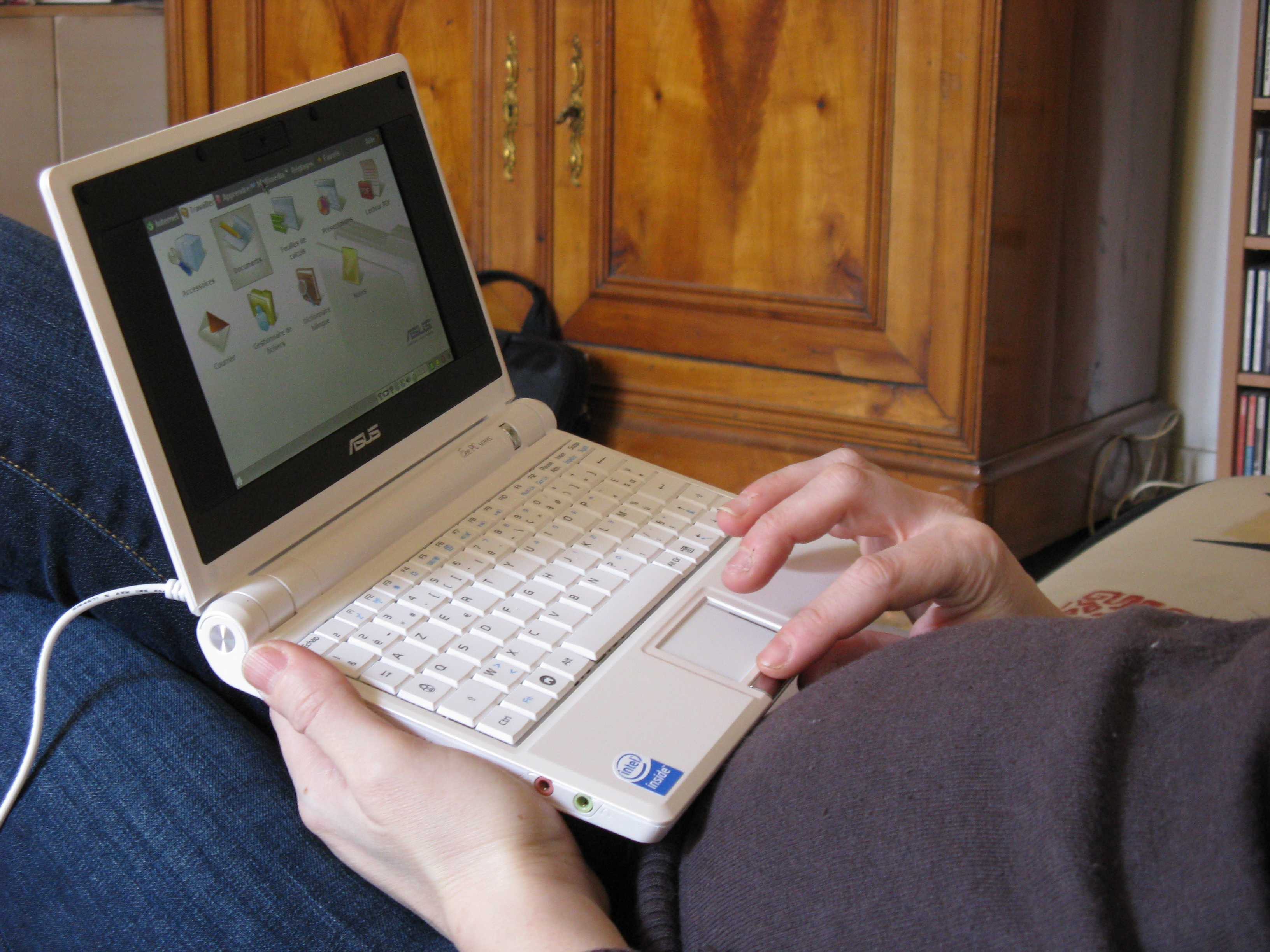
ASUS Eee PC

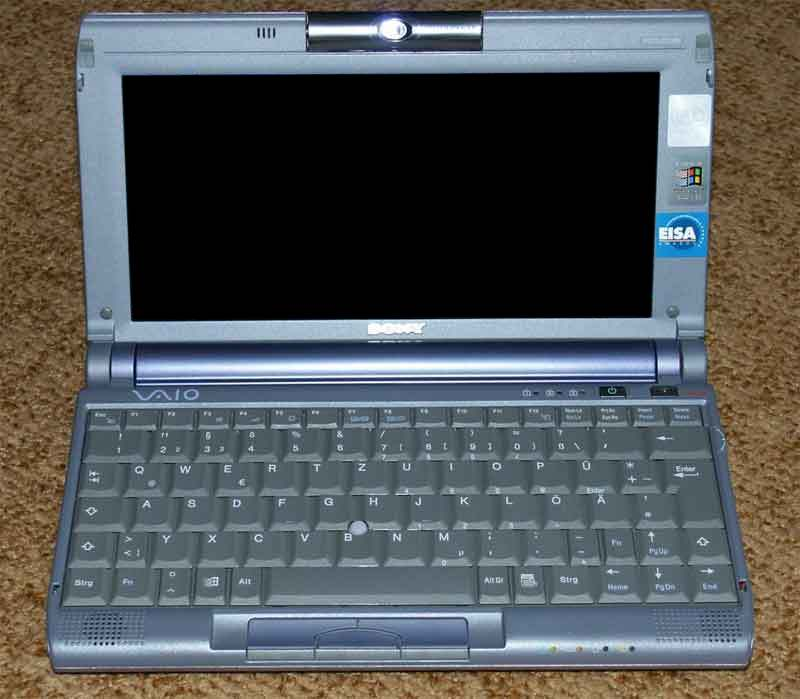
Un subnotebook Sony Vaio

Il mini-portatile o mininotebook o subnotebook, più raramente netbook (nome originale inglese) è un computer portatile di peso e dimensioni limitati, possiede solo le capacità essenziali di un portatile ma è meno ingombrante e più leggero.

## Storia
La prima di queste macchine ad essere prodotta fu, nel 1991, il PowerBook 100 della Apple; dopo un anno venne la Olivetti con l'Olivetti Quaderno del 1992, entrambi si differenziavano dal notebook per dimensione (da A4 ad A5) e peso.
Dovettero passare un paio d'anni prima che si affacciassero sul mercato prodotti simili, questi furono la categoria degli Handheld PC (o H/PC) appartenenti al progetto Newton di Apple nel 1993 e cinque anni dopo la Serie Jupiter (dal nome in codice di Windows 2.11) di Microsoft Windows CE (ad esempio i NEC Mobile Pro e i Compaq Journada). In seguito, a partire dalla fine del 2007, ebbero un grande successo e diffusione gli Eee PC di ASUS.
I subnotebook, prima dell'introduzione dell'Asus Eee PC e OLPC XO-1, erano un prodotto di nicchia e raramente hanno contato grossi numeri di vendita.

## Caratteristiche
I subnotebook sono più compatti dei notebook ma più voluminosi degli handheld computer e degli ultraportatili. Comunemente offrono schermi con diagonale da 26,4 cm o meno, e masse da meno di 1 kg, in contrapposizione ai portatili full-size che hanno schermi da 30,5 cm o 38 cm e pesi superiori a 2 kg. La misura ed il peso contenuti usualmente sono il risultato dell'omissione di porte o drive; i subnotebook sono stati spesso accoppiati con stazioni base fisse per compensare le caratteristiche mancanti.
Su un subnotebook è spesso installato un normale sistema operativo per computer, come ad esempio Linux, FreeBSD o Windows, piuttosto che un sistema operativo ad hoc come Windows CE, Palm OS o Maemo.